# یواس‌اس هالیهاک (۱۸۶۳)
یواس‌اس هالیهاک (۱۸۶۳) (به انگلیسی: USS Hollyhock (1863)) یک کشتی بود که طول آن 135' بود.